# Куйвиваям
Куйвиваям — река на северо-западе Камчатского края в России.
Длина реки — 187 км. Площадь водосборного бассейна — 2420 км². Протекает по территории Пенжинского района Камчатского края. Впадает в Охотское море.
Название в переводе с корякского Ӄуйвиваям — «наледная река».

## Притоки
Объекты перечислены по порядку от устья к истоку.
- 14 км: Ралвининваям
- 16 км: Куюлваям
- 21 км: Чимичкиваям
- 24 км: Ивтыляльэваям
- 28 км: Галявтылянваям
- 40 км: Имлекиваям
- 42 км: Чимичкиваям
- 46 км: Хай Чимичкиваям
- 49 км: Хай Имленяваям
- 57 км: ручьи Галмиваям, руч. Правый Галмиваям
- 60 км: Кичавваям
- 64 км: река без названия
- 65 км: река без названия
- 92 км: Яйтнаваям
- 103 км: река без названия
- 112 км: река без названия
- 119 км: река без названия
- 124 км: Кэньгуваям
- 128 км: Итьилавтойпинваям
- 154 км: река без названия
- 154 км: Лигунаханяваям
- 158 км: Покватгынваям

## Данные водного реестра
По данным государственного водного реестра России относится к Анадыро-Колымскому бассейновому округу. Код объекта в государственном водном реестре — 19080000112120000040003.